# Cleoporus vietnamensis
Cleoporus vietnamensis là một loài bọ cánh cứng trong họ Chrysomelidae. Loài này được Medvedev & Eroshkina miêu tả khoa học năm 1985.